# Kenneth Riegel
Pour les articles homonymes, voir Riegel.
Kenneth Riegel est un ténor américain, né le 19 avril 1938 à West Hamburg (Pennsylvanie) et mort le 28 juin 2023.

## Biographie
Kenneth Riegel débute en 1965 à l'Opéra de Santa Fe, puis à New York trois ans plus tard.
Il s'est souvent produit à Paris, par exemple dans les rôles de Faust ou d'Hoffmann. Il a chanté Alwa à Paris en 1979 dans la version complétée de Lulu d'Alban Berg, sous la direction de Pierre Boulez. Il a chanté le rôle du Lépreux dans la création de Saint François d'Assise d'Olivier Messiaen à Paris en 1983, dirigée par Seiji Ozawa.

## Discographie sélective
- Don Giovanni, de Mozart, rôle de Don Ottavio dans la version de Lorin Maazel (film de 1979) avec Ruggero Raimondi, Kiri Te Kanawa, Jose van Dam, Teresa Berganza, Macurdy.
- Lulu, de Alban Berg, rôle d'Alwa dans la version de Pierre Boulez, avec Stratas, Minton.
- Requiem, de Hector Berlioz, Kenneth Riegel, ténor, Cleveland Orchestra & Chorus, dir. Lorin Maazel. CD Decca 1978.